# Hoplandromyia antelopa
Hoplandromyia antelopa är en tvåvingeart som beskrevs av Albany Hancock och Drew 1994. Hoplandromyia antelopa ingår i släktet Hoplandromyia och familjen borrflugor. Inga underarter finns listade i Catalogue of Life.